# .ki
.ki è il dominio di primo livello nazionale assegnato a Kiribati.